# Никифор Никифоров (генерал-майор)
 Тази статия е за генерал-майора.  За генерал-лейтенанта и политик вижте Никифор Никифоров.  
Никифор Йорданов Никифоров (среща се и като Юрданов) е български офицер, генерал-майор и юрист, офицер от Балканската (1912 – 1913) и Междусъюзническата война (1913), командир на рота и адютант на 16-и пехотен ловчански полк през Първата световна война (1915 – 1918) и началник на Военносъдебната служба (1934 – 1943).

## Биография
Никифоров е роден в Елена на 21 февруари 1890 г. По бащина линия е внук на Никифор Попконстантинов-Мудрон и племенник на майор Константин Никифоров и ген. Марко Никифоров. По майчина линия е издънка на Разсукановия род.
Постъпва във Военното на Негово Величество училище и завършва през 1909 г. с 29-и випуск, като на 22 септември е произведен в чин подпоручик.
участие в Балканската (1912 – 1913) и Междусъюзническата война (1913) и през 1915 г. е произведен в чин поручик. Служи в 12-и пехотен балкански полк.
По време на Първата световна война (1915 – 1918) поручик Никифор Никифоров е полкови адютант на 16-и пехотен ловчански полк, за която служба съгласно заповед № 679 от 1917 г. по Действащата армия е награден с Военен орден „За храброст“, IV степен, 2 клас, като наградата е променена със заповед № 905 от 1917 г. по Действащата армия на Военен орден „За храброст“, IV степен, 1 клас. По-късно служи като командир на рота от същия полк, за която служба през 1918 г. е награден с Орден „Св. Александър“, V степен, с мечове в средата, която награда е потвърдена със заповед № 355 от 1921 г. по Министерството на войната. На 20 юли 1917 г. е произведен в чин капитан.
През 1921 г. завършва Юридическия факултет на Софийския университет. След войната служи във Военното училище, с Министерска заповед (МЗ) № 27 от 1922 г. е приведен в съдебното ведомство. На 30 януари 1923 г. е произведен в чин майор, между 1926 и 1933 г. е председател на Военни съд в Русе, като на 30 януари 1927 г. е произведен в чин подполковник. С МЗ № 87 от 1930 г. е назначен за постоянен член на военнокасационен съд. На 1 юли 1931 г. е произведен в чин полковник, с МЗ № 90 от 1933 г. е назначен за председател на военнокасационния съд, след което с МЗ № 105 от 1934 г. и с МЗ № 114 от 1936 г. е назначен за началник на военносъдебната служба. В периода 1934 – 1940 г. е председател на българската асоциация Рьорих. От 1939 г. до 1943 г. е съветски агент под псевдонима „Журин“ в разузнавателна група на д-р Александър Пеев. Разкрит е и през 1943 г. е уволнен от служба. Арестуван на 9 септември 1944 г. от правителството на Отечествения фронт и съден от т.наречения Народен съд Четвърти върховен състав на Народния съд, но е освободен след обявяване на присъдите 1945 г. На 29 юни 1949 г. е арестуван и съден по процесът срещу Трайчо Костов до 3 септември 1951 г. След което е изпратен в лагер в Белене, но 1954 г. е освободен.
Кавалер е на ордените Военен орден „За храброст“, IV степен, 1 клас (1917)и Орден „Св. Александър“, V степен, с мечове в средата (1918/1921)
Кавалер е и на съветския орден „Червено знаме“ и на орден „Народна република България“, I степен.
Генерал-майор Никифор Никифоров умира на 15 февруари 1971 година.

## Семейство
Никифор Никифоров е женен с 2 деца.

## Военни звания
- Подпоручик (22 септември 1909)
- Поручик (1915)
- Капитан (20 юли 1917)
- Майор (30 януари 1923)
- Подполковник (30 януари 1927)
- Полковник (1 юли 1931)
- Генерал-майор (6 май 1937)

## Награди
- Орден „За заслуга“ (1913)
- Военен орден „За храброст“ IV степен (1914)
- Военен орден „За храброст“ IV степен, 1 клас (1917)
- Орден „Железен кръст“ II степен, Германска империя (1917)
- Царски орден „Св. Александър“ V степен с мечове по средата (1919)
- Знак „За 10-годишна отлична служба“ (1920)
- Народен орден „За военна заслуга“ V степен с корона (1923)
- Народен орден „За военна заслуга“ IV степен (1930)
- Народен орден „За военна заслуга“ III степен (1934)
- Знак „За 20-годишна отлична служба“ (1935)
- Царски орден „Св. Александър“ III степен (1937)
- Възпоменателен медал „За Балканските войни 1912 – 1913“ (1937)
- Възпоменателен медал „За Първата световна война 1915 – 1918“ (1937)
- Народен орден „За военна заслуга“ II степен (1940)
- Орден „Германски орел“ II степен с мечове (1943)

## Образование
- Военно на Негово Княжеско Височество училище (до 1909)
- Софийски университет (до 1921)

## Награди
- Военен орден „За храброст“, IV степен, 1 клас (1917)
- ‎Орден „Св. Александър“, V степен, с мечове в средата (1918/1921)
- Орден „Червено знаме“, СССР
- Орден „Народна република България“ I степен